# 戈里什內 (戈羅霍夫區)
50°27′39″N 25°2′48″E / 50.46083°N 25.04667°E
戈里什內（烏克蘭語：Горішнє），是烏克蘭的村落，位於該國西部沃倫州，由盧茨克區負責管轄，面積4.3平方公里，海拔高度221米，2001年人口512，人口密度每平方公里119.18人。